# 狼青犬
狼青犬（ろうちんけん）は、中華人民共和国の北部原産のイヌの品種である。中華狼青犬（ちゅうかろうちんけん）、日本狼青犬（にほんろうちんけん）とも呼ばれる。

## 概要
土狗と中国北部に生息するチュウゴクオオカミの交配によって生まれた犬種であり、中国において広く分布している。
19世紀から20世紀の日本の中国大陸における軍事作戦において、日本軍はこの犬種を軍犬として使役していた。このため日本の犬という意味で、日本狼青犬と呼ぶ人がいる。

## 特徴
典型的な狼犬の身体的特徴を持った大型犬である。眼の色は黄褐色または暗褐色。毛色は鉄青、淡緑、黄土、青灰などが存在する。

## 使用
狼青犬は主に監視や警備、巡回、狩猟、戦闘などの任務をこなす使役犬に適している。そのため農場や企業、倉庫、別荘、リゾート、養魚池などでよく見られる。

## 変種
中国北部の愛好家はジャーマン・シェパード・ドッグなどの他の犬種と交配して新しい型の狼青犬を生み出した。この新しい狼青犬はより明瞭に犬のような特徴を備えている。純血種の狼青犬と交配された狼青犬を区別するために、『旧版狼青』『新版狼青』という用語が使われている。